# Luzern Lions 2021
Questa voce raccoglie le informazioni riguardanti i Luzern Lions nelle competizioni ufficiali della stagione 2021.

## Lega B 2021

### Stagione regolare
| Buchs 14 agosto 2021, ore 18:00 1ª giornata | Argovia Pirates | 18 – 3 (0-3 2-0 90- 7-0) | Luzern Lions | Sportanlage Suhrenmatte |

| Lucerna 22 agosto 2021, ore 14:00 2ª giornata | Luzern Lions | 6 – 13 | Sankt Gallen Bears | Leichtathletikstadion |

| Lucerna 29 agosto 2021, ore 14:00 3ª giornata | Luzern Lions | 41 – 14 | Lugano Rebels | Leichtathletikstadion |

| San Gallo 12 settembre 2021, ore 14:00 5ª giornata | Sankt Gallen Bears | 2 – 6 (0-6 0-0 2-0 0-0) | Luzern Lions | Stadion Gründenmoos |

| Lugano 19 settembre 2021, ore 14:00 6ª giornata | Lugano Rebels | 0 – 0 | Luzern Lions | Stadio comunale di Cornaredo (campo sintetico) |

| Lucerna 26 settembre 2021, ore 14:00 7ª giornata | Luzern Lions | 23 – 15 | Argovia Pirates | Leichtathletikstadion |

### Playoff
| 9 ottobre 2021 Quarti di finale | Luzern Lions | 34 – 3 | Fribourg Cardinals |  |

| 16 ottobre 2021 Semifinale | Thun Tigers | 55 – 7 | Luzern Lions |  |

## Statistiche di squadra
| Competizione      | %Vittorie | In casa | In casa | In casa | In casa | In casa | In casa | In trasferta | In trasferta | In trasferta | In trasferta | In trasferta | In trasferta | Totale | Totale | Totale | Totale | Totale | Totale |
| Competizione      | %Vittorie | G       | V       | N       | P       | Pf      | Ps      | G            | V            | N            | P            | Pf           | Ps           | G      | V      | N      | P      | Pf     | Ps     |
| ----------------- | --------- | ------- | ------- | ------- | ------- | ------- | ------- | ------------ | ------------ | ------------ | ------------ | ------------ | ------------ | ------ | ------ | ------ | ------ | ------ | ------ |
| Stagione regolare | .583      | 3       | 2       | 0       | 1       | 70      | 42      | 3            | 1            | 1            | 1            | 9            | 20           | 6      | 3      | 1      | 2      | 79     | 62     |
| Playoff           | .500      | 1       | 1       | 0       | 0       | 34      | 3       | 1            | 0            | 0            | 1            | 7            | 55           | 2      | 1      | 0      | 1      | 41     | 58     |
| Totale            | .563      | 4       | 3       | 0       | 1       | 104     | 45      | 4            | 1            | 1            | 2            | 16           | 75           | 8      | 4      | 1      | 3      | 120    | 120    |